# Yahoo!
A Yahoo! a Yahoo! Inc. amerikai cég védjegye, amellyel egy internetes portált és katalógust üzemeltet. Világszerte az első nyilvános e-mail-szolgáltatók egyike. Több mint tízféle nyelven hozzáférhető (már magyarul is) lásd: www.yahoo.hu, magánszemélyeknek ingyenesen. Az Alexa Internet webes trendeket követő cég szerint, a Yahoo! a világ 4. leglátogatottabb internetes lapja napi 2,5 milliós látogatottsággal. Központja a Kalifornia állambeli Sunnyvale-ben található.

## Neve
A „Yahoo!” amellett, hogy a magyar juhééé! indulatszóhoz hasonlatos, annak angol nyelvterületen megfelelő indulatszó, betűszó is: a "Yet Another Hierarchical Officious Oracle" angol szóösszetételből áll.

## Története
A Yahoo Inc. céget eredetileg a Stanford Egyetem két diákja, David Filo és Jerry Yang alapította, 1994 januárjában. 1995 márciusa óta részvénytársaságként működik. 
2016-ban 5 milliárd dollárért vette meg az online üzletágat a Verizon Communications.
2021-ben az Apollo Global Management magántőke-befektetési társaság vette meg 5 milliárd dollárért.

### Vezérigazgatók
- 2012 –2017: Marissa Mayer
- 2017–2017: Tim Armstrong
- 2018–2021: Guru Gowrappan
- 2021– : Jim Lanzone

## Felhő alapú szolgáltatások
- Yahoo! Finance: pénzügyi szolgáltatás
- Yahoo! shopping: online árösszehasonlító, internetes vásárlási rendszer
- Yahoo! Games: online játékok gyűjteménye
- Yahoo! Groups: kommunikáció különböző internetes csoportokban
- Yahoo! Travel
- Yahoo! Maps
- Yahoo! Messenger: levelező program
- Yahoo! Mail: mail szolgáltatás

## A Yahoo! Kínában
A Yahoo! 2005-ben bizonyítékokat szolgáltatott a kínai hatóságoknak Shi Tao ellen, aki nem fogadta el a cenzúrát. Shi Taót 10 év börtönbüntetésre itélték.